# Eirik Stubø
Eirik Aasan Stubø, född 16 juni 1965 i Narvik, är en norsk teaterregissör och tidigare teaterchef.

## Biografi
Eirik Stubø debuterade med Oleanna av David Mamet på Torshovsteatret 1994. 1995 anställdes han vid Rogaland Teater, där han var teaterchef 1997–2000. Som regissör koncentrerade han sig här särskilt på absurdistiska klassiker som Harold Pinters Mathissen och Edward Albees Zoo Story, samt modern internationell dramatik som Thomas Bernhards De sammansvurna och Teatermakaren, Lars Noréns Rumäner, Bernard-Marie Koltès Västra kajen och två monologer av Hugo Claus, Gilles och natten och Frestelsen. Han regisserade Spelet om den helige Olav i Stiklestad 1996–1998.
Mellan 2000 och 2008 var Stubø chef för Nationaltheatret. Här satte han bland annat upp Lars Noréns Vinterförvaring (urpremiär), samt Henrik Ibsens Vildanden och Hedda Gabler. För Vildanden, som spelades i New York 2006, mottog Stubø det prestigefulla teaterpriset Obie Award (Off-Broadway Theater Award). Han mottog det norska Heddaprisen år 2009. Han fick också många lovord för uppsättningarna av Jon Fosses Någon kommer att komma och Eg er vinden (urpremiär vid Festspelen i Bergen 2007) och Jean Racines Fedra vid svenska Riksteatern.
Hösten 2013 blev han teaterchef på Kulturhuset Stadsteatern. Det väckte därför uppmärksamhet och förvåning, när han i maj 2014 utsågs till ny chef för Dramaten från och med 2015. Stubø hade ingen enskild vision för Dramaten men ville sätta upp fler smala pjäser och djärva formexperiment. Samtidigt ville han väcka liv i en tradition av breda familjeföreställningar och göra teater av Astrid Lindgrens och Roald Dahls böcker: "Teater handlar om att fånga verkligheten, begripa verkligheten. Begripa det som inte låter sig begripas."
Han avgick som chef för Dramaten den 8 april 2019.

## Teater

### Regi (ej komplett)
| År   | Produktion                                                                              | Upphovsmän                                                         | Teater                   |
| ---- | --------------------------------------------------------------------------------------- | ------------------------------------------------------------------ | ------------------------ |
| 1993 | Fernando Krapp har skrevet dette brevet Fernando Krapp hat mir diesen Brief geschrieben | Tankred Dorst                                                      | Nationaltheatret         |
| 1993 | Mens vi venter på Godot En attendant Godot                                              | Samuel Beckett                                                     | Nationaltheatret         |
| 1994 | Oleanna                                                                                 | David Mamet                                                        | Nationaltheatret         |
| 1995 | Kjøkkenheisen The Dumb Waiter                                                           | Harold Pinter                                                      | Rogaland Teater          |
| 1995 | Himmlers fødselsdag Vor der Ruhestand                                                   | Thomas Bernhard                                                    | Rogaland Teater          |
| 1996 | Fristelsen De verzoeking                                                                | Hugo Claus Översättning Egil Rasmussen                             | Rogaland Teater          |
| 1998 | Gilles og natten Gilles en de nacht                                                     | Hugo Claus                                                         | Rogaland Teater          |
| 1998 | Vestre kai Quai Ouest                                                                   | Bernard-Marie Koltès Översättning Pål Løkkeberg                    | Rogaland Teater          |
| 1998 | Rumenere Rumäner                                                                        | Lars Norén                                                         | Rogaland Teater          |
| 1999 | Teatermakeren Der Theatermacher                                                         | Thomas Bernhard                                                    | Rogaland Teater          |
| 2001 | Tro, håp og kjaerlighet Glaube, liebe hoffnung                                          | Ödön von Horváth                                                   | Nationaltheatret         |
| 2001 | Langt borte Far Away                                                                    | Caryl Churchill Översättning Kari Risvik                           | Nationaltheatret         |
| 2002 | Medea Μήδεια Mēdeia                                                                     | Euripides                                                          | Nationaltheatret         |
| 2002 | Nokon kjem til å komme                                                                  | Jon Fosse                                                          | Nationaltheatret         |
| 2003 | En vårflom. Ibsenmaraton i tre etapper                                                  |                                                                    | Nationaltheatret         |
| 2003 | Vinterforvaring Vinterförvaring                                                         | Lars Norén Översättning Kjell Askildsen                            | Nationaltheatret         |
| 2004 | Vildanden                                                                               | Henrik Ibsen                                                       | Nationaltheatret         |
| 2005 | Fedra Fedra (etter Racine)                                                              | Jon Fosse Översättning Svante Aulis Löwenborg                      | Riksteatern              |
| 2005 | Jelinek                                                                                 | Elfriede Jelinek                                                   | Nationaltheatret         |
| 2005 | Ashes to ashes                                                                          | Harold Pinter Översättning Ole Johan Skjelbred                     | Nationaltheatret         |
| 2006 | Henrik Ibsen og Roma                                                                    |                                                                    | Nationaltheatret         |
| 2006 | Blodbryllup Bodas de Sangre                                                             | Federico García Lorca                                              | Nationaltheatret         |
| 2006 | Hedda Gabler                                                                            | Henrik Ibsen                                                       | Nationaltheatret         |
| 2007 | Neger og hunder i kamp Combat de nègre et de chiens                                     | Bernard-Marie Koltès                                               | Nationaltheatret         |
| 2007 | Någon kommer att komma Nokon kjem til å komme                                           | Jon Fosse                                                          | Riksteatern              |
| 2007 | Eg er vinden                                                                            | Jon Fosse                                                          | Nationaltheatret         |
| 2008 | Rosmersholm                                                                             | Henrik Ibsen                                                       | Nationaltheatret         |
| 2009 | Påsk                                                                                    | August Strindberg                                                  | Stockholms stadsteater   |
| 2010 | Fruen fra havet                                                                         | Henrik Ibsen                                                       | Nationaltheatret         |
| 2010 | Ifigenia i Aulis Ἰφιγένεια ἐν Αὐλίδι, Iphigeneia en Aulidi                              | Euripides                                                          | Nationaltheatret         |
| 2011 | Stillheten                                                                              | Lars Norén                                                         | Stockholms stadsteater   |
| 2011 | Misantropen Le misanthrope                                                              | Molière                                                            | Dramaten                 |
| 2012 | Onkel Vanja Дядя Ваня                                                                   | Anton Tjechov                                                      | Stockholms stadsteater   |
| 2012 | Jeg forsvinner                                                                          | Arne Lygre                                                         | Nationaltheatret         |
| 2013 | Körsbärsträdgården Вишнёвый сад, Visjnjovyj sad                                         | Anton Tjechov                                                      | Stockholms stadsteater   |
| 2014 | Ingenting av mig Ingenting av meg                                                       | Arne Lygre                                                         | Kulturhuset Stadsteatern |
| 2015 | Och ge oss skuggorna                                                                    | Lars Norén                                                         | Dramaten                 |
| 2018 | En natt i den svenska sommaren                                                          | Erland Josephson                                                   | Dramaten                 |
| 2021 | Tiden är vårt hem                                                                       | Lars Norén                                                         | Kulturhuset Stadsteatern |
| 2022 | Jakten Jagten                                                                           | Thomas Vinterberg och Tobias Lindholm Översättning Marie Lundquist | Kulturhuset Stadsteatern |
| 2024 | Tre systrar Три сeстры, Tri sestry                                                      | Anton Tjechov Översättning Lars Kleberg                            | Kulturhuset Stadsteatern |